# Plachowszczyzna
Plachowszczyzna (biał. Плехаўшчына, Plechauszczyna; ros. Плеховщина, Plechowszczina) – wieś na Białorusi, w obwodzie brzeskim, w rejonie bereskim, w sielsowiecie Sielec.

## Historia
W XIX i w początkach XX w. położona była w Rosji, w guberni grodzieńskiej, w powiecie prużańskim, w gminie Sielec.
W dwudziestoleciu międzywojennym leżała w Polsce, w województwie poleskim, w powiecie prużańskim, w gminie Sielec. W 1921 miejscowość liczyła 123 mieszkańców, zamieszkałych w 27 budynkach, wyłącznie Polaków wyznania prawosławnego.
Po II wojnie światowej w granicach Związku Sowieckiego. Od 1991 w niepodległej Białorusi.

## Osoby związane z miejscowością
- Alaksandr Zinczanka – białoruski polityk i ekonomista, urodzony w Plachowszczyznie